# Halowe Mistrzostwa Polski Seniorów w Lekkoatletyce 2024
68. Halowe Mistrzostwa Polski Seniorów w Lekkoatletyce – zawody lekkoatletyczne, które odbyły się 17 i 18 lutego 2024 w Arenie Toruń. Chód sportowy został rozegrany 11 lutego we Wrocławiu. 

## Rezultaty

### Mężczyźni
| Konkurencja               | 1. miejsce                                                                                    | Rezultat      | 2. miejsce                                                                     | Rezultat   | 3. miejsce                                                                                     | Rezultat          |
| Bieg na 60 m              | Oliwer Wdowik CWKS Resovia Rzeszów                                                            | 6,64          | Adrian Brzeziński MKL Toruń                                                    | 6,66 SB    | Adam Burda AZS AWF Katowice                                                                    | 6,73              |
| Bieg na 200 m             | Łukasz Żok ALKS AJP Gorzów Wlkp.                                                              | 21,14         | Albert Komański CWKS Resovia Rzeszów                                           | 21,19      | Patryk Wykrota KS Stal LA Ostrów Wlkp.                                                         | 21,23             |
| Bieg na 400 m             | Mateusz Rzeźniczak MKS Aleksandrów Łódzki                                                     | 47,16         | Maksymilian Szwed AZS Łódź                                                     | 47,21      | Patryk Grzegorzewicz AZS UMCS Lublin                                                           | 47,50             |
| Bieg na 800 m             | Mateusz Borkowski AZS AWF Warszawa                                                            | 1:46,78 CR SB | Patryk Sieradzki CWZS Zawisza Bydgoszcz SL                                     | 1:47,20 PB | Bartosz Kitliński AZS UMCS Lublin                                                              | 1:48,02 PB        |
| Bieg na 1500 m            | Filip Rak AZS KU Politechniki Opolskiej                                                       | 3:49,54       | Maciej Wyderka AZS AWF Katowice                                                | 3:50,27    | Andrzej Kowalczyk Kraków Athletics Team                                                        | 3:51,03           |
| Bieg na 3000 m            | Filip Rak AZS KU Politechniki Opolskiej                                                       | 7:56,51 PB    | Michał Groberski UKS Barnim Goleniów                                           | 7:58,82 PB | Kamil Herzyk SLiS JUST TEAM Bielsko-Biała                                                      | 8:00,51           |
| Bieg na 60 m przez płotki | Jakub Szymański SKLA Sopot                                                                    | 7,50 CR       | Krzysztof Kiljan AZS-AWF Warszawa                                              | 7,59 PB    | Damian Czykier KS Podlasie Białystok                                                           | 7,60 SB           |
| Sztafeta 4 × 200 metrów   | KS Stal LA Ostrów Wlkp. Patryk Wykrota Tomasz Jankowski Aleksander Wojtasik Marcin Karolewski | 1:27,31       | AZS AWF Katowice Wiktor Cygan Przemysław Kozłowski Paweł Dzida Bartosz Taradaj | 1:27,87    | KS Podlasie Białystok Paweł Miezianko Radosław Sacharczuk Maksymilian Klepacki Krystian Siniło | 1:28,28           |
| Skok wzwyż                | Norbert Kobielski MKS Inowrocław                                                              | 2,22          | Mateusz Kołodziejski CWZS Zawisza Bydgoszcz SL                                 | 2,18 SB    | Kewin Małek AML Słupsk Jakub Hołub KU AZS AWP w Lublinie                                       | 2,10 =PB 2,10 =PB |
| Skok o tyczce             | Piotr Lisek OSOT Szczecin                                                                     | 5,80          | Robert Sobera AZS AWF Wrocław                                                  | 5,75 SB    | Filip Kempski AZS AWF Katowice                                                                 | 5,20              |
| Skok w dal                | Adrian Brzeziński MKL Toruń                                                                   | 7,76 PB       | Andrzej Kuch AZS UMCS Lublin                                                   | 7,62       | Piotr Tarkowski AZS-AWF Biała Podlaska                                                         | 7,57 SB           |
| Trójskok                  | Dawid Krzemiński RLTL Optima Radom                                                            | 15,61 PB      | Wojciech Galik WKS Wawel Kraków                                                | 15,59 PB   | Jakub Bracki MKS Aleksandrów Łódzki                                                            | 15,33             |
| Pchnięcie kulą            | Michał Haratyk KS Sprint Bielsko-Biała                                                        | 20,20         | Szymon Mazur AZS AWF Warszawa                                                  | 19,11      | Piotr Goździewicz AZS AWF Warszawa                                                             | 18,95 PB          |
| Siedmiobój                | Paweł Wiesiołek KS Warszawianka                                                               | 5825 pkt.     | Artur Brzeziński AZS AWF Wrocław                                               | 5347 pkt.  | Hubert Trościanka ULKS Uczniak Szprotawa                                                       | 5313 pkt.         |
| Chód na 5000 m            | Maher Ben Hlima RKS Łódź                                                                      | 19:37,59      | Dawid Tomala AZS KU Politechniki Opolskiej Opole                               | 20:14,03   | Artur Brzozowski KKL Stal Stalowa Wola                                                         | 20:15,46          |

### Kobiety
| Konkurencja               | 1. miejsce                                                                               | Rezultat   | 2. miejsce                                                                 | Rezultat     | 3. miejsce                                                                           | Rezultat     |
| Bieg na 60 m              | Ewa Swoboda AZS AWF Katowice                                                             | 7,05       | Kryscina Cimanouska AZS AWF Warszawa                                       | 7,25         | Magdalena Stefanowicz AZS AWF Katowice                                               | 7,26         |
| Bieg na 200 m             | Martyna Kotwiła RLTL Optima Radom                                                        | 23,44      | Kryscina Cimanouska AZS AWF Warszawa                                       | 23,59        | Magdalena Stefanowicz AZS AWF Katowice                                               | 23,72 PB     |
| Bieg na 400 m             | Marika Popowicz-Drapała CWZS Zawisza Bydgoszcz SL                                        | 51,87 PB   | Justyna Święty-Ersetic AZS AWF Katowice                                    | 52,31 SB     | Kinga Gacka BKS Bydgoszcz                                                            | 52,78 PB     |
| Bieg na 800 m             | Anna Wielgosz CWKS Resovia Rzeszów                                                       | 2:02,81    | Angelika Sarna AZS AWF Warszawa                                            | 2:03,35      | Margarita Koczanowa AZS AWF Kraków                                                   | 2:03,56 SB   |
| Bieg na 1500 m            | Martyna Galant OŚ AZS Poznań                                                             | 4:24,36    | Weronika Lizakowska KUKS Remus Kościerzyna                                 | 4:24,56      | Aleksandra Płocińska SRS Kondycja Piaseczno                                          | 4:26,42      |
| Bieg na 3000 m            | Weronika Lizakowska KUKS Remus Kościerzyna                                               | 8:51,74 PB | Martyna Galant OŚ AZS Poznań                                               | 8:57,39      | Alicja Konieczek OŚ AZS Poznań                                                       | 9:03,47      |
| Bieg na 60 m przez płotki | Pia Skrzyszowska AZS AWF Warszawa                                                        | 7,91       | Weronika Nagięć AZS AWF Kraków                                             | 8,05         | Marika Majewska AZS-AWF Gorzów Wlkp.                                                 | 8,13         |
| Sztafeta 4 × 200 metrów   | AZS-AWF Gorzów Wlkp. Aleksandra Jeż Marika Majewska Kaja Wesołowska Martyna Trocholepsza | 1:38,06    | AZS AWF Katowice Zuzanna Zając Oliwia Zimoląg Paulina Guzowska Zofia Tkocz | 1:38,81      | RLTL Optima Radom Alicja Potasznik Wiktoria Gadajska Nikola Brożyna Natalia Szczęsna | 1:39,10      |
| Skok wzwyż                | Paulina Borys SKLA Sopot                                                                 | 1,84       | Wiktoria Miąso CWKS Resovia Rzeszów                                        | 1,80         | Alicja Wysocka CWKS Resovia Rzeszów                                                  | 1,76 SB      |
| Skok o tyczce             | Anna Łyko AZS AWF Wrocław                                                                | 4,20 PB    | Maja Chamot KS Sprint Bielsko-Biała                                        | 4,20 =PB     | Zofia Gaborska OSOT Szczecin                                                         | 4,10         |
| Skok w dal                | Anna Matuszewicz MKL Toruń                                                               | 6,44 SB    | Nikola Horowska ALKS AJP Gorzów Wlkp.                                      | 6,43         | Magdalena Bokun AZS AWF Katowice                                                     | 6,26 SB      |
| Trójskok                  | Karolina Młodawska KKL Kielce                                                            | 13,59 PB   | Agnieszka Bednarek AZS Łódź                                                | 13,43        | Maja Borchardt AZS Łódź                                                              | 12,94 PB     |
| Pchnięcie kulą            | Klaudia Kardasz KS Podlasie Białystok                                                    | 17,78      | Zuzanna Maślana MLKL Płock                                                 | 17,11        | Martyna Karwowska KS Podlasie Białystok                                              | 13,96        |
| Pięciobój                 | Paulina Ligarska SKLA Sopot                                                              | 4438 pkt.  | Sophia Mulder OŚ AZS Poznań                                                | 4366 pkt. PB | Julia Słocka AZS AWF Warszawa                                                        | 4290 pkt. PB |
| Chód na 3000 m            | Magdalena Żelazna AZS-AWF Gorzów                                                         | 13:12,40   | Agnieszka Ellward WKS Flota Gdynia                                         | 13:19,97     | Izabela Krzyżanowska ALKS AJP Gorzów Wlkp.                                           | 13:59,24     |

### Drużyna mieszana
| Konkurencja                      | 1. miejsce                                                                        | Rezultat | 2. miejsce                                                          | Rezultat | 3. miejsce                                                                       | Rezultat |
| Sztafeta mieszana 4 × 400 metrów | AZS UWM Olsztyn Mateusz Kazimierczyk Aleksandra Lis Kacper Lewalski Anastazja Kuś | 3:27,30  | AZS AWF Wrocław Adam Kadyło Anna Pałys Kamil Przybyła Paulina Kubis | 3:27,60  | AZS AWF Kraków Jakub Stolarski Katarzyna Martyna Piotr Kidoń Margarita Koczanowa | 3:27,95  |